# Pachydema obscurata
Pachydema obscurata är en skalbaggsart som beskrevs av Leon Fairmaire 1883. Pachydema obscurata ingår i släktet Pachydema och familjen Melolonthidae. Inga underarter finns listade i Catalogue of Life.